# Felicjan Dulski
Felicjan Dulski – fikcyjna postać z Moralności pani Dulskiej Gabrieli Zapolskiej. Mąż Anieli Dulskiej.
Całkowicie zdominowany przez żonę, na jej żądanie nawet zalecone przez lekarza spacery odbywa wokół stołu w jadalni. Znamienne, że w zależności od miejsca grania sztuki spacery Felicjana odbywały się albo na Kopiec Kościuszki w Krakowie, albo na Wysoki Zamek we Lwowie.
Jego słynne słowa "A niech was wszyscy diabli" (jedyne wypowiedziane przez niego w całej sztuce, pod koniec drugiego aktu) są wyrazem jego bezradności wobec sytuacji, w jakiej  znalazła się cała rodzina Dulskich.